# Sittichgesellschaft

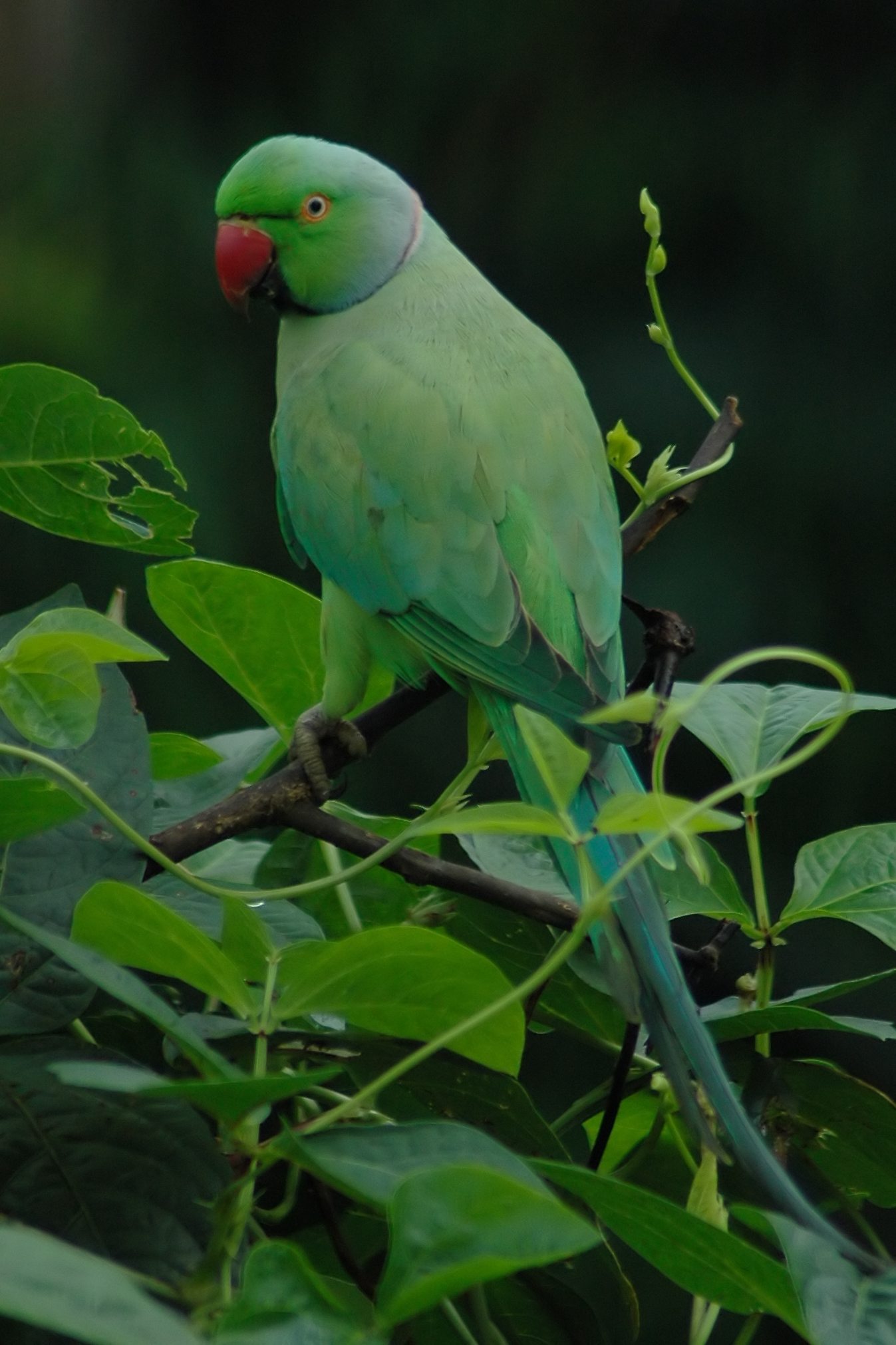
Der Sittich (hier ein Halsbandsittich) war das Symbol der Sittichgesellschaft.

Die Kelheimer Sittichgesellschaft war eine Vereinigung der Gegner Herzog Ludwigs des Gebarteten von Bayern-Ingolstadt. Sie wurde am 17. April 1414 in Kelheim von Ludwigs Vetter Heinrich dem Reichen von Bayern-Landshut gegründet. Weitere Mitglieder waren die Herzöge Ernst und Wilhelm III. von Bayern-München sowie Pfalzgraf Johann von Pfalz-Neumarkt.
Am 16. Februar 1415 traten auch Burggraf Friedrich von Nürnberg und Kurfürst Ludwig von der Pfalz der Gesellschaft bei. Die Mitglieder des Bündnisses trafen sich am 8. Juli 1415 auf dem Konzil von Konstanz, wo die Sittichgesellschaft in ein auf Lebenszeit Ludwigs des Bärtigen geschlossenes Verteidigungsbündnis, die Konstanzer Liga, umgewandelt wurde.
Einzigartig an der Sittichgesellschaft ist, dass sie nur aus Fürsten bestand. Die Gründungsmitglieder der Gesellschaft verpflichteten sich zu gegenseitiger Hilfeleistung gegen jeden, der sie schädigen oder ihr Urteil nicht akzeptieren wollte. Ihr Symbol, der Sittich, sollte wohl Ludwigs Wappenvogel, den St.-Oswalds-Raben, parodieren.